# Ефимов, Павел Иванович
Павел Иванович Ефимов (15 (28) января 1906, с. Кулебаки, Нижегородская губерния, Российская Империя — 1983 год, Москва, СССР) — генерал-полковник, политический работник Советской Армии и ВМФ (1959).

## Биография
Родился 15(28) января 1906 года в селе Кулебаки Нижегородской губернии.
Член КПСС с 1925 года. С 1927 года секретарь райкома, укома и окружкома комсомола, секретарь райкома партии. В рядах Красной Армии с 1932 года. Службу в армии начал военным комиссаром отдельного батальона связи. В 1938 году окончил Военно-политическую академию. С 1938 года начальник отдела организационно-партийной работы, затем заместитель начальника политуправления Белорусского военного округа.
Во время Советско-финской войны в 1939—1940 годах — начальник политотдела 15-й отдельной армии. В 1940 года назначен начальником политуправления Архангельского, затем Среднеазиатского военных округов.
В Великую Отечественную войну с марта 1942 года — член Военсовета Закавказского фронта, участвовал в организации обороны Кавказа и проведении операции по разгрому немецко-фашистских войск на юго-западном направлении. Возглавляя партийно-политическую работу фронта. Павел Иванович Ефимов внёс большой вклад в укрепление политико-морального состояния войск, дисциплины, обеспечение примерности коммунистов и комсомольцев.
В 1945—1946 годах — член Военного совета Тбилисского военного округа. В 1949—1953 годах — член Военного совета Закавказского военного округа, а с декабря 1953 — Группы советских войск в Германии. В 1949 году окончил Высшую военную академию имени К. Е. Ворошилова. В мае 1958 года назначен первым заместителем начальника Главного политического управления Советской Армии и ВМФ. В апреле 1960 года назначен начальником Управления политических органов Ракетных войск стратегического назначения, член Военного совета РВСН (22.06.1960 - 7.05.1963). С мая 1963 года – первый заместитель начальника Главного политического управления СА и ВМФ по общим вопросам. С 1974 года военный консультант Группы генеральных инспекторов Министерства Обороны СССР.
Депутат Верховного Совета СССР 4—9-го созывов.
Умер в 1983 году. Похоронен на Новодевичьем кладбище.

## Воинское звание
- Генерал-майор (06.12.1942),
- Генерал-лейтенант (31.05.1954),
- Генерал-полковник (25.05.1959).